# Steinbruch Lauster (Schopfloch)

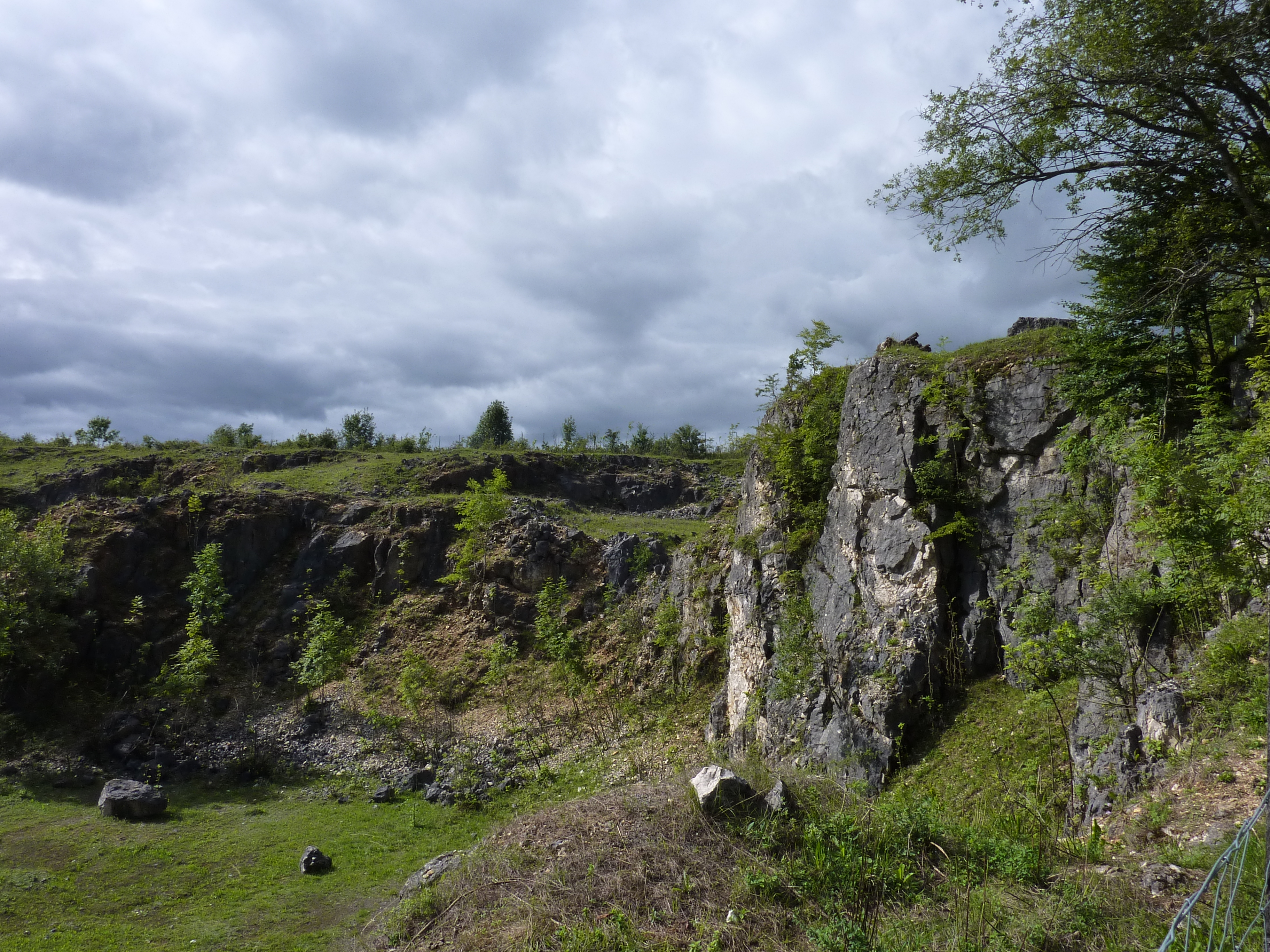
Blick in den ehemaligen Steinbruch

Der ehemalige Steinbruch Lauster im Gewann „Ulrichshalde“ nördlich von Schopfloch ist heute als Bio- und Geotop Teil eines Naturschutzzentrums. Er ist seit 1997 unter dem Namen Steinbruch im Gewann Obere Ulrichshalde als flächenhaftes Naturdenkmal ausgewiesen.

## Geschichte
Ursprünglich baute die Firma Karl Hoyler aus Ochsenwang ab 1929 bei Schopfloch Gestein ab, um Schotter für den Straßenbau herzustellen. Nachdem Hoyler die Arbeiten in dem Steinbruch aber bald wieder eingestellt hatte, übernahm 1949 die Firma Lauster aus Bad Cannstatt das Gelände. Bis 1974 baute Lauster in der Grube Juramarmor aus dem Weißjura epsilon ab. Steinblöcke von mitunter mehr als zwei Kubikmetern wurden durch Bohrungen und Keile gebrochen und dann in das Hauptwerk der Firma Lauster gebracht, wo sie zu Platten für den Innenausbau, etwa für Treppen, Fliesen und Fensterbänke, weiterverarbeitet wurden. Da der „Schopflocher Marmor“ nicht frostbeständig ist, blieb die Nutzung des gelbgrauen Kalksteins auf diese Bereiche beschränkt.
1974 gab Lauster den Steinbruch auf. Auf dem drei Hektar großen Gelände entwickelte sich ein Lebensraum für Pflanzen und Tiere, so dass im Jahr 1985, als der damalige Eigentümer beim Landratsamt Esslingen die Auffüllung und Rekultivierung des Steinbruchs bewilligen lassen wollte, diese Pläne abgelehnt wurden. 1986 übernahm der Landkreis Esslingen das Gelände von der Firma Moeck, um auf und neben dem Steinbruchgelände ein Naturschutzzentrum einzurichten. Dieses wurde 1989 eröffnet und wird seit 1995 vom Land Baden-Württemberg und dem Landkreis gemeinsam getragen. Jährlich bietet es etwa 300 Veranstaltungen, darunter auch Führungen in den ehemaligen Steinbruch Lauster, an. Derzeit (Stand: August 2010) wird das Naturschutzzentrum erweitert. In Zukunft soll es auch als Informationszentrum im UNESCO-Biosphärenreservat Schwäbische Alb und als Infostelle im Geopark dienen.

## Spuren der Arbeit im Steinbruch

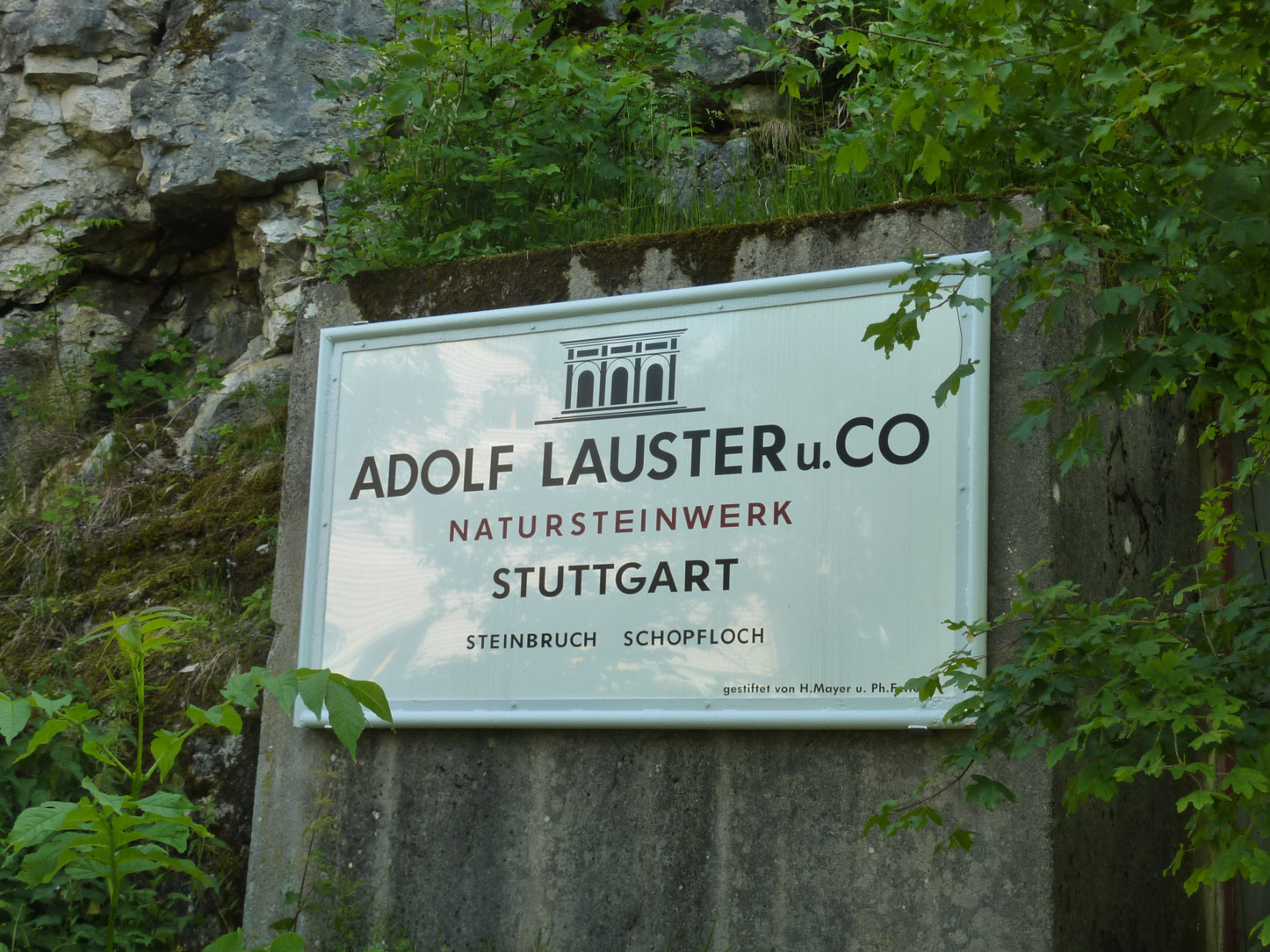
Firmenschild

Das alte Firmenschild Lausters wurde im Steinbruch wiedergefunden, restauriert und am Eingang angebracht. Ferner sind in den Felsen und Steinblöcken zahlreiche Bohrlöcher und Halterungen für Kühlwassertanks zu sehen. Im Steinbruch ist noch eine Umspannstation erhalten. Die alten, mit Natursteinen verkleideten Eingangspfosten sind ebenfalls erhalten geblieben.

## Ökologische Bedeutung
Der ehemalige Steinbruch bietet neben feuchten und schattigen Felswänden durch seine zahlreichen besonnten Plateaus insbesondere auch Arten, die trockenwarme Bedingungen lieben, einen Lebensraum. Dadurch kam eine besonders hohe Artenvielfalt zustande. Neben Flechten, Moosen und Farnen findet man Pflanzen wie die Karthäuser-Nelke und die Waldhyazinthe im einstigen Steinbruch. Füchse, Turmfalken und Eidechsen sowie zahlreiche Insekten besiedeln das Gebiet. Um einen zu starken Bewuchs durch Bäume und Büsche zu verhindern, wird das Gelände zeitweise von einer Ziegenherde beweidet.

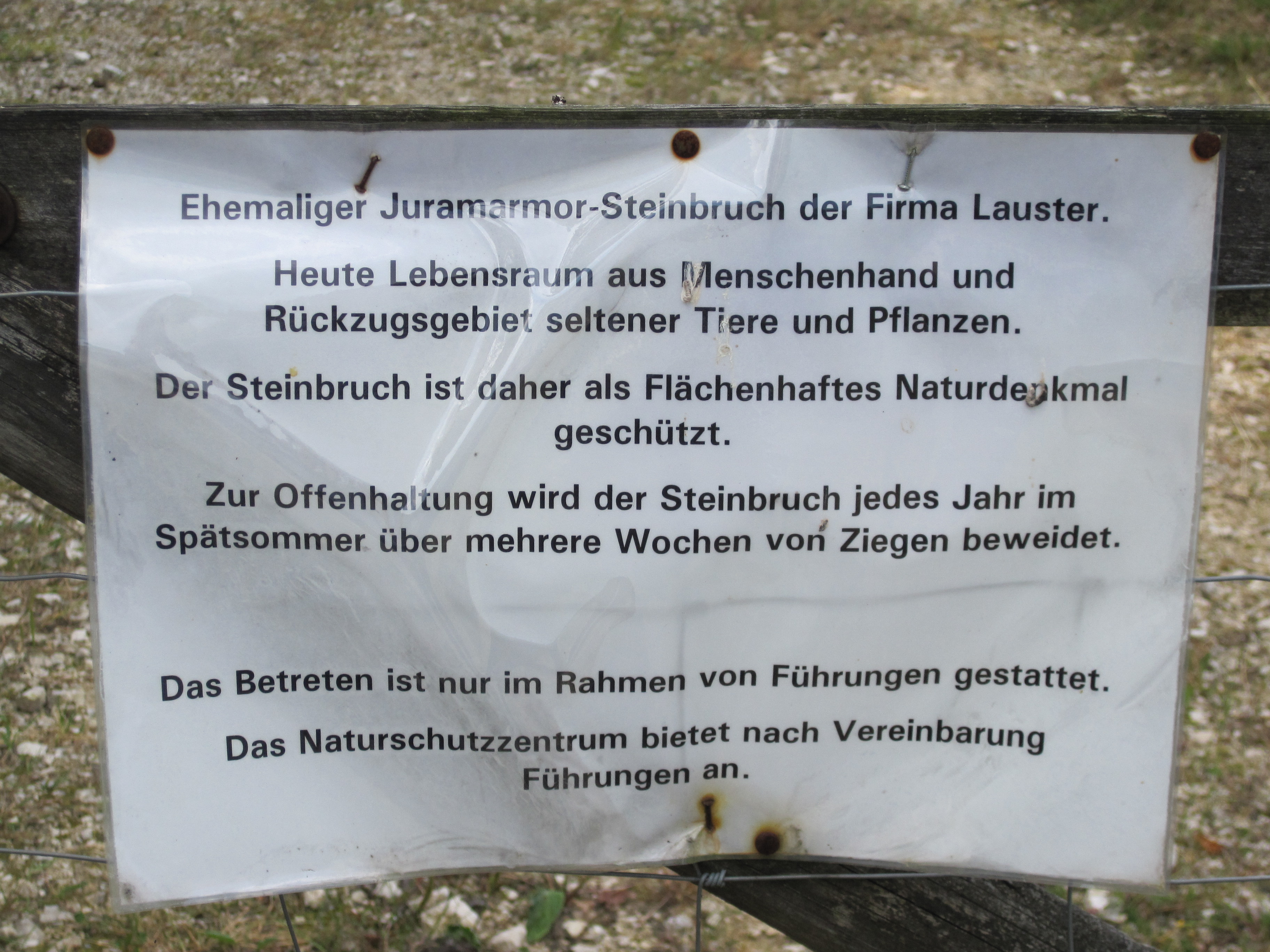
Hinweisschild
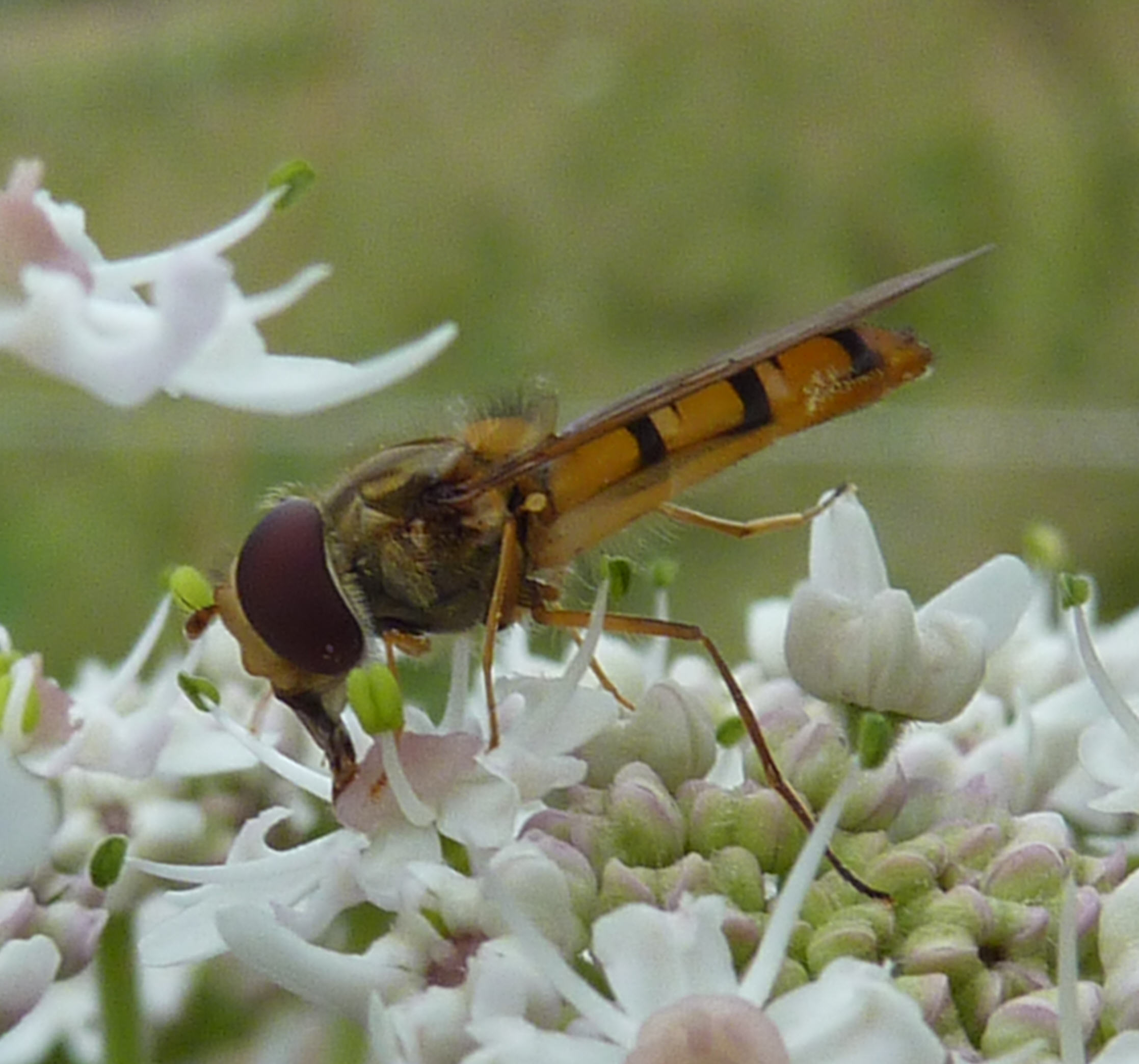
Schwebfliege
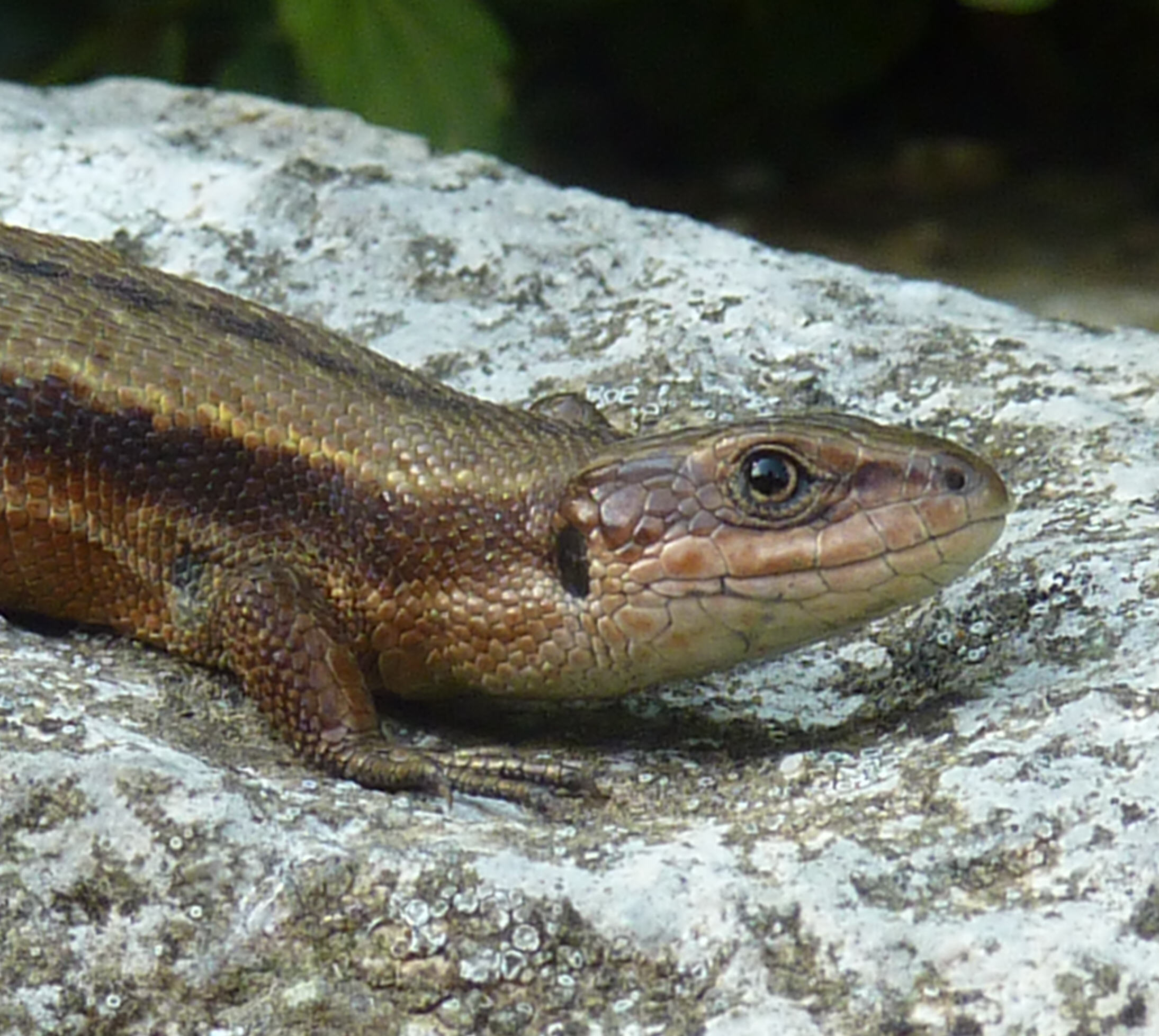
Eidechse
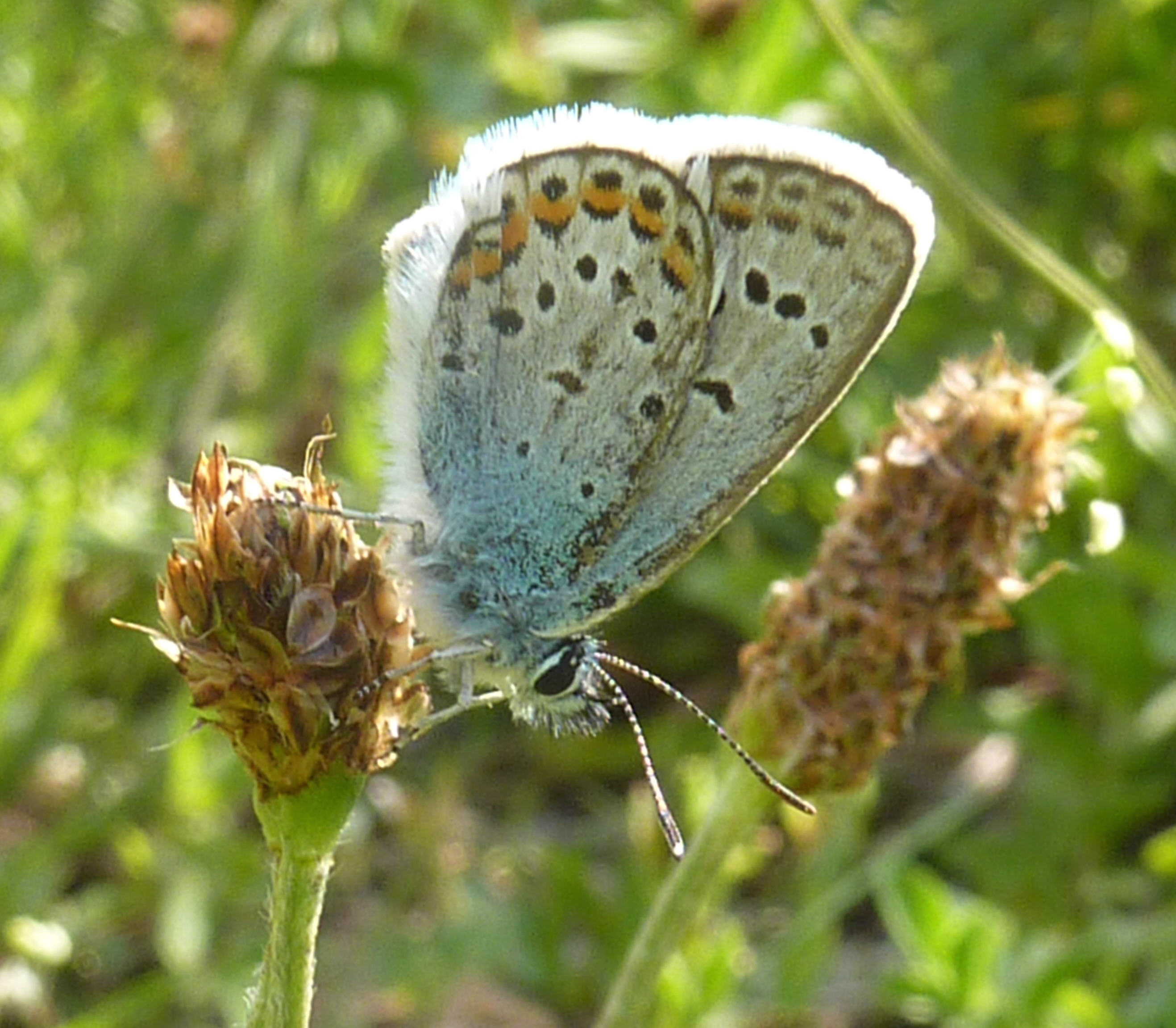
Bläuling

## Juramarmor
Jura-Marmor ist ein verschleißfester, schleif- und polierfähiger Kalkstein, der vor etwa 150 Millionen Jahren aus Kalkablagerungen im Jurameer entstand, das große Teile Süddeutschlands bedeckte. Die Kalk- und Dolomitablagerungen, die dieses Meer bzw. seine Bewohner, Kieselschwämme, Korallen und Algen, hinterließen, waren bis zu 400 Meter mächtig, sind aber auf der Schwäbischen Alb großenteils abgetragen. Juramarmor wird auch als Marmor oder als auch Elfenbeinmarmor bezeichnet, weil er durch Einlagerung von Eisenoxiden eine weiß-gelbliche Färbung aufweisen kann. Seine Struktur ist teilweise wolkig wie bei echtem Marmor.